# Ação Liberal Popular (França)
A Ação Liberal Popular (ALP), também conhecida como “Ação Liberal”, foi um partido político francês que representava os católicos que se uniram à República. Existiu de 1902 a 1919, durante a Terceira República Francesa.

## Formação
A "Ação Liberal Popular (ALP)" foi fundada em 1902 por Jacques Piou e Albert de Mun, ex-monarquistas que se uniram à República a pedido do Papa Leão XIII. A Ação Liberal era originalmente um grupo parlamentar, mas, em 13 de novembro de 1901, um partido político foi fundado, com o acréscimo do termo "popular" para significar a expansão para incluir republicanos independentes e evitar o epíteto "católico".
Um partido não denominacional, inspirado no Zentrum alemão, a ALP buscava reunir todas as "pessoas honestas" e ser o caldeirão cultural desejado por Leão XIII, onde católicos e republicanos moderados se unissem para apoiar uma política de tolerância e progresso social. Seu lema resumia seu programa: "Liberdade para todos, igualdade perante a lei, direito consuetudinário, melhoria da sorte dos trabalhadores".
Os "velhos republicanos", no entanto, eram poucos em número e o partido não conseguiu unir todos os católicos, sendo rejeitado por monarquistas e democratas-cristãos, que, em vez disso, buscavam unir todos os católicos (incluindo monarquistas) em uma defesa predominantemente religiosa. Em última análise, recrutaram principalmente entre católicos liberais e católicos sociais.

## Histórico
No final da década de 1890, a ALP, no entanto, decidiu abandonar o “Caso Dreyfus” e se concentrar na defesa do catolicismo, combatendo o Gabinete Combes e sua política anticlerical. No entanto, o partido não se limitou a essa defesa e defendeu reformas políticas (representação proporcional, elaboração de uma constituição "liberal", descentralização) e sociais. Em nome de seus ideais cristãos, fundou organizações sociais: sociedades mútuas, círculos de estudo, associações profissionais, etc.
Violentamente combatido pela “Action Française” e por católicos intransigentes, o movimento entrou em declínio a partir de 1908, quando perdeu parcialmente o apoio de Roma. Apesar disso, a ALP permaneceu como o maior partido político de direita até 1914. Em 1919, a Ação Liberal Popular decidiu se juntar ao “Bloco Nacional” e foi gradualmente absorvida pela “Federação Republicana (FR)”, deixando de existir após o segundo turno das eleições legislativas de 1919.